# Wigglesworthia
Genre
Wigglesworthia est un genre de bacilles Gram négatifs (BGN) de la famille des Erwiniaceae. Son nom fait référence au parasitologue Vincent Wigglesworth.
En 2022 c'est un genre monospécifique, l'unique espèce connue Wigglesworthia glossinidia Aksoy 1995 étant également l'espèce type du genre.

## Taxonomie
Jusqu'en 2016 ce genre était compté parmi les Enterobacteriaceae auquel il était rattaché sur la base de critères phénotypiques. Depuis la refonte de l'ordre des Enterobacterales en 2016 par Adeolu et al. à l'aide des techniques de phylogénétique moléculaire, il a été déplacé vers la famille des Erwiniaceae nouvellement créée.